# Tooway

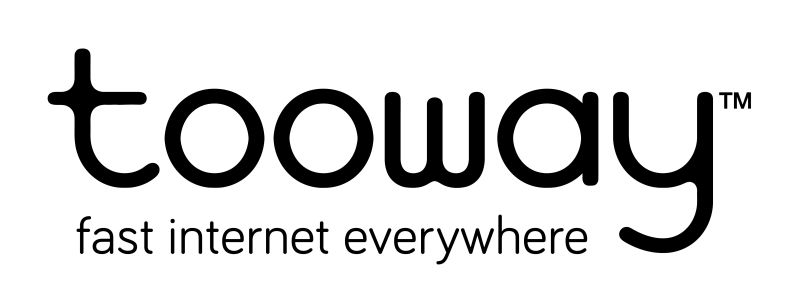
Логотип Tooway

Tooway — послуга широкосмугового супутникового доступу до мережі Інтернет, доступна на території Європи. Перша версія була запущена в 2007 р. через два геостаціонарні супутники компанії Eutelsat — Hot Bird 6 та Eurobird 3, розміщених на позизіях 13° та 33° східної довготи відповідно.
В кінці 2010 р., Eutelsat запустив KA-SAT, перший європейський супутник з високою пропускною здатністю, що працює в Ka-діапазоні. KA-SAT був розміщений на позиції 9°E та забезпечив доступ до мережі Інтернет та трансляцію на Європу та Середземномор'я. Комерційні послуги були запущені на супутнику KA-SAT в кінці травня 2011 р.. Послуга Tooway через супутник KA-SAT забезпечує швидкість до 50 Мб/с на прийом та до 6 Мб/с на передачу.

## Послуги
Tooway використовує Інтернет протокол через супутник для забезпечення споживачів з Європи та Середземномор'я доступом до мережі Інтернет. На відміну від служб, що залежать від наземної інфраструктури (як кабельний Інтернет або ADSL), супутники забезпечують надання послуг з широким покриттям на територіях розміром в континент.

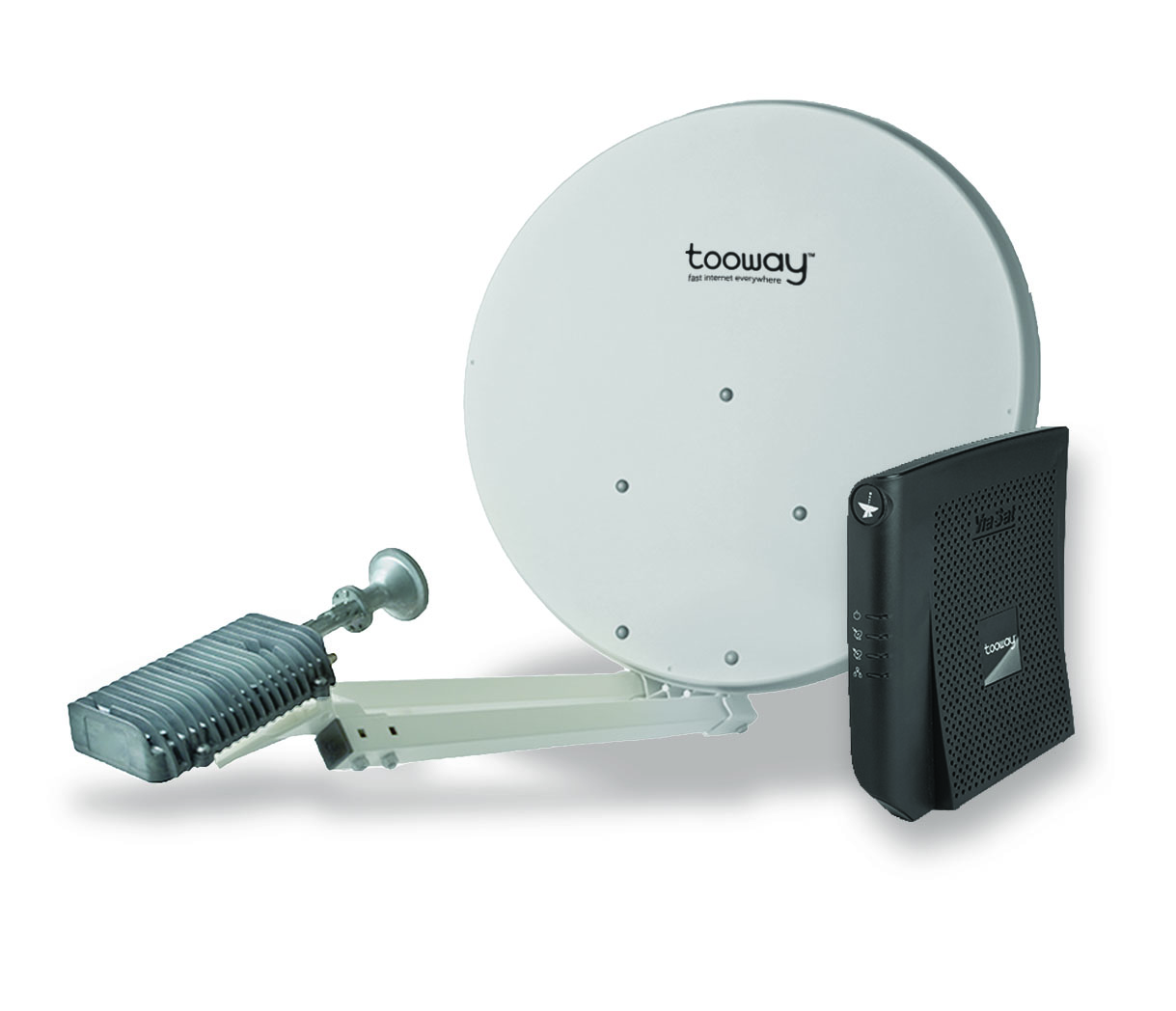
Антена tooway та модем для підключення через супутник KA-SAT

Наземні широкосмугові безпровідні технології зосереджені на густонаселених міських територіях та залишають споживачів поза їх межами з повільним підключенням або взагалі без нього.
Кількість незабезпечених та незадоволених послугами користувачів досягнула порядка 30 мільйонів домогосподарств в Західній та Східній Європі станом на 2010 р.
Служба Tooway працює на Ka-діапазоні та Ku-діапазоні через геостаціонарні супутники компанії Eutelsat. Це забезпечило швидкості 3.6 Мб/с на прийом та 384 кб/с на передачу станом на 2009 р. Диференціювання послуг здійснюється по об'єму місячного споживання згідно Fair Access Policy. Коли споживання перевищує тарифний об'єм, послуга надається з пониженою швидкістю.
Tooway також забезпечує послуги Voice over IP для голосових телефонних дзвінків через Інтернет.
В середині 2011 р., комерційне використання супутника KA-SAT з системою SurfBeam 2 від ViaSat дозволило отримати вищі швидкості та об'єми трафіку за ту ж ціну на територіїєвропейського покриття. Сервіс Tooway через KA-SAT забезпечує до 50 Мб/с на прийом та до 6 Мб/с на передачу
Оскільки KA-SAT розташований на позиції 9°E, поблизу сусіднього супутника Hot Bird (13°E), послуги IP можуть бути поєднані з цифровим телебаченням Digital Video Broadcasting з використанням одної супутникової тарілки з двома конвертерами LNB.
Це означає, що користувачі можуть отримати канали супутникового телебачення без додаткових супутникових тарілок.
Tooway також забезпечує послуги IPTV з можливостями Video on Demand та Digital video recorder.

## Технологія
Технологія ViaSat SurfBeam використовує Ka-діапазон, приблизно вдвічі вищий по частоті ніж Ku-діапазон. Це передбачає використання меншого променя, що сприяє зменшенню габаритів кінцевого обладнання.
|             | Передача             | Прийом               |
| ----------- | -------------------- | -------------------- |
| Ka-діапазон | 27.5 ГГц — 30.0 ГГц  | 17.7 ГГц — 20.2 ГГц  |
| Ku-діапазон | 12.75 ГГц — 14.5 ГГц | 10.7 ГГц — 12.75 ГГц |

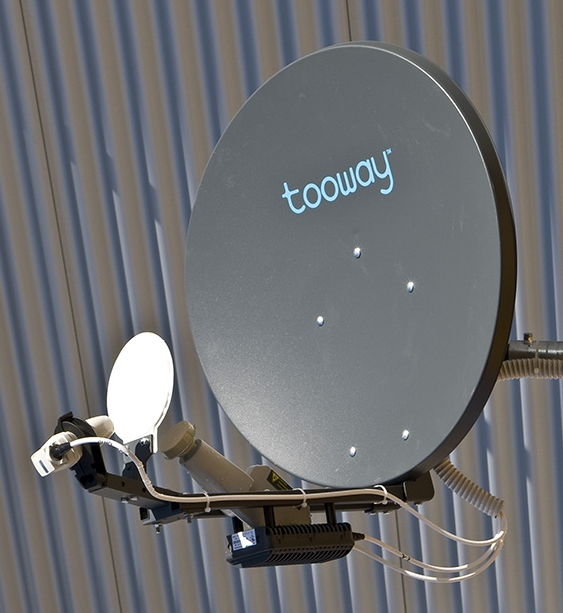
Стара дводіапазонна супутникова антена (для прийому K_{a} та K_{u} діапазонів)

Менші промені дозволяють більш ефективне використання супутникової потужності в прямому каналі та покращене співвідношення підсилення до шумової температури антени на зворотньому каналі. Менші промені відображують менші секції на землі (beam footprint) що також дозволяє використати більше секцій у вказаній зоні обслуговування, збільшуючи ефективність використання частот.
Ka-діапазон володіє меншою інтерференцією ніж Ku-діапазон, оскільки на ньому працює менше супутників.
Tooway та ViaSat SurfBeam використовують технології DVB-S2 та Variable Coding and Modulation (VCM).
Адаптивне кодування та модуляція збирає параметри затухання з кожного терміналу та адаптує кодування та модуляцію сигналу до індивідуальних умов прийому кожного терміналу. Це дозволяє забезпечити ефективну трансляцію для кожного терміналу без погіршення ефективності всієї мережі. Зворотній канал терміналу кінцевого споживача використовується для передачі параметрів умов прийому.
Змінне кодування та модуляція (VCM) не вимагають зворотнього каналу та не адаптуються до параметрів затухання в реальному часі. Натомість статична ефективність визначається для кожного терміналу відповідно до можливих потреб. Це покращує ефективність використання хвиль відносно постійного кодування і модуляції (CCM), яке характене високою вартістю послуг для окремої точки.
Послуга IPTV використовує H.264 Scalable Video Coding (SVC) для кодування відео.
SVC дозволяє передачу одного і того ж відео з різними параметрами роздільної здатності чи швидкості потоку.
Наприклад, програма високої чіткості може бути прийнята терміналом в умовах чистого неба, а сигнал стандартної роздільної здатності може бути прийнятий терміналом в умовах затухання під час дощу. В більш строгих умовах, програма навіть ще нижчої якості може використовувати потік H.264 SVC.

## Абонентське обладнання

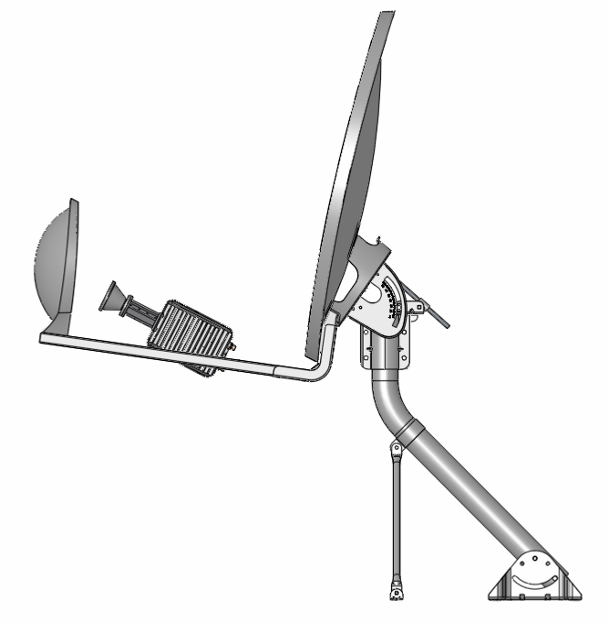
Дводіапазонна антена для прийому K_{a} та K_{u} діапазонів (ODU)

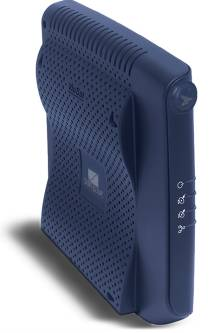
Супутниковий модем Tooway (IDU)

Обладнання користувача включає зовнішній (ODU) та внутрішній (IDU) пристрої.
Зовнішній блок — параболічна антена виробництва ViaSat діаметру 60–70 см.
Антена ViaSat SurfBeam включає частотно-вибірковий субрефлектор, який відбиває один частотний діапазон та прозорий для іншого частотного діапазону. Це забезпечує прийом інтерактивних служб як в Ka-діапазоні та трансляцій (DTH) в Ku-діапазоні одним зовнішнім пристроєм ODU.
Для встановлення зовнішнього обладнання ODU застосовуються автоматичні засоби для спрощеного виставлення антени та введення в експлуатацію. Процедура інсталяції ідентична в межах зони покриття супутника, а використання кругової поляризації спрощує подальшу установку, що дозволяє скоротити час та вартість установки. Незважаючи на те, що інсталяція може бути проведена просунутими користувачами, рекомендується з'язатися з сертифікованим інсталятором Tooway.
Погане виставлення тарілки спричиняє вищу кількість помилок в сигналі та нижчу швидкість. Відносно незвична система трансляції Turbo Code 8PSK не визначається стандартними DVB-S або DVB-S2 вимірювальними приладами.
Компанія Horizon Global Electronics виготовляє спеціальний вимірювальний тестовий прилад HD-TC8 [Архівовано 16 квітня 2021 у Wayback Machine.], розроблений для встановлення антен Tooway. Компанія Applied Instruments також виготовляє тестово-вимірювальний прилад під назвою Super Buddy 29 [Архівовано 8 вересня 2019 у Wayback Machine.], розроблений для антен Tooway.
Однак жодний з них не працює з сигналами DVB-S2 нового ViaSat SurfBeam. Точність установки для потоків високої ємності та вищого Ka-діапазону стає більш критичною. Компанія Maxpeak AB (publ) виготовляє вимірювач SAM-plus [Архівовано 3 березня 2016 у Wayback Machine.] (DVB-S2 ACM та VCM), специфічний для цих сигналів. Поточний антенний приймальний блок KA-SAT SurfBeam TRIA включає звуковий тюнер, який забезпечує точну настройку антени без використання додаткових зовнішніх приладів.
Внутрішній ристрій IDU являє собою супутниковий модем з інтерфейсом plug and play Ethernet з DHCP. Поточна версія виготовляється компанією ViaSat. Для забезпечення бездротового доступу в приміщеннях до модема може бути підключений WiFi-роутер. Додаткове програмне забезпечення на комп'ютері не використовується. Останні поновлення (середина 2012 р.) прошивки модема відключають DHCP, що передбачає використання споживачем власного роутера з DHCP сервером в разі використання більше одного пристрою для доступу до мережі Інтернет.
LED-індикатори на фронтальній стороні модему інформують про статус супутникового прийому і передачі (RX та TX), а також мережеву активність.
Модуль IDU з'єднується з ODU за допомогою двох коаксіальних кабелів.

## Параметри
Пакети під назвою Tooway 2, 10, 25,40, Extra та Infinite, стали доступними через провайдерів в Європі у травні 2014 р., пропонуються швидкості прийому до 22 Мб/с та віддачі до 6 Мб/с (за виключення служб початкового рівня). Мінімальний пакет початкового рівня забезпечує швидкість потоку 2 Мб/с на прийом та 1 Мб/с на віддачу з передплаченим трафіком порядку 2ГБ.
Для супутникового зв'язку властива кругова затримка, спричинена подвійним стрибком між Землею та космосом. Сигнал передається зі швидкістю світла (299 792 458 м/с) з наземного терміналу на геостаціонарний супутник на орбіті 35 786 км, потім на інший термінал на поверхні Землі та назад. Отримана в результаті кругова затримка приблизно в пів секунди може бути непридатною для використання в застосунках реального часу, а саме в більшості комп'ютерних ігор, однак не є критичною для інших застосунків, в тому числі голосової IP-телефонії (з мінімальними затримками).
Домашні користувачі Tooway можуть спостерігати погіршення якості потокових медіасервісів, що виявляється в перебоях, буферизації та пікселізації зображення та спричинене високим коефіцієнтом перевантаження мережі — порядку 1/50, яке типово проявляється під час пікового завантаження після 17-ї години.